# Lenzinghausen
Lenzinghausen is een plaats in de Duitse gemeente Spenge, deelstaat Noordrijn-Westfalen, en telt 2.535 inwoners (1 december 2018).
Het, 2 à 3 kilometer ten zuiden van de hoofdplaats Spenge gelegen, dorp heeft een beperkte busverbinding met Bielefeld.
Lenzinghausen is tot circa 1970 steeds een boerendorp gebleven, met weinig belangrijke historische gebeurtenissen.